# Dennis Kucinich
Dennis John Kucinich, né le 8 octobre 1946 à Cleveland, est un homme politique américain, membre du Parti démocrate, ancien maire de Cleveland de 1977 à 1979 et représentant du dixième district de l'Ohio à la Chambre des représentants des États-Unis de 1997 à 2013.

## Biographie
Fils ainé d'un camionneur d'origine croate, Dennis Kucinich a passé son enfance avec ses six frères et sœurs dans la banlieue ouvrière de Cleveland en Ohio.

### Carrière politique
Après des études de communication orale, il se lance dans la carrière politique en 1969 en se faisant élire, à sa deuxième tentative, au conseil municipal de Cleveland. Il n'a alors que 23 ans.
En 1972, Dennis Kucinich tente de se faire élire à la Chambre des représentants des États-Unis mais est battu par le républicain sortant Minshall. Il retente sa chance en 1974 mais est battu dès les primaires démocrates. Il se présente néanmoins comme candidat indépendant et s'il n'arrive qu'en troisième place, réussit à obtenir 30 % des suffrages derrière le candidat démocrate élu, Ronald M. Mottl.
En 1977, Dennis Kucinich est élu maire de Cleveland devenant ainsi à 31 ans le plus jeune maire d'une grande ville américaine. Son bilan à la mairie est controversé et s'il est accusé d'avoir mis la ville en faillite, il est aussi félicité pour avoir refusé de privatiser la compagnie municipale d'électricité. Il tente néanmoins de se faire réélire à la mairie mais, avec 44 % des voix, il est battu en 1979 par le républicain George Voinovich, qui obtient 56 % des voix.
Il connait alors une traversée du désert difficile pendant trois ans. Il s'installe un temps à Los Angeles chez son amie Shirley MacLaine qui l'aide financièrement, avec d'autres de ses amis, à payer ses nombreuses dettes impayées et à ne pas perdre sa maison de Cleveland. Il effectue alors divers métiers dont celui d'animateur de talk-show. En 1982, Kucinich se réinstalle à Cleveland et tente de se faire élire au poste de secrétaire d'État de l'Ohio mais il est battu lors des primaires démocrates par Sherrod Brown. En 1983, Kucinich réussit néanmoins à être de nouveau élu au conseil municipal de Cleveland où il siège notamment au côté de son frère Gary Kucinich, lequel est candidat malheureux au poste de maire contre Voinovich en 1985. Cette année-là, Dennis Kucinich abandonne son poste de conseiller municipal pour tenter de se faire élire gouverneur de l'Ohio. Il se présente en tant que candidat indépendant  mais abandonne en cours de campagne.
Dennis Kucinich s'installe alors au Nouveau-Mexique où il vit jusqu'en 1994, année où il est élu au Sénat de l'Ohio.
En novembre 1996, il est élu à la Chambre des représentants des États-Unis pour le 10e district de l'Ohio.
Il tente d'obtenir l'investiture démocrate lors de l'élection présidentielle de 2004, sans succès. Il n'obtient que des scores médiocres mis à part dans l'Oregon et le Maine où il a dépasse les 15 % des suffrages démocrates.
Pour les élections de 2012, le redécoupage électoral le place dans le même district que sa collègue démocrate Marcy Kaptur. Cette derrnière remporte la primaire du 6 mars 2012 contre Kucinich, qui quitte le Congrès le 3 janvier 2013.
En janvier 2018, il se déclare candidat pour l'élection au poste de gouverneur de l'Ohio. Le 8 mai 2018, il perd la primaire démocrate contre Richard Cordray.
En décembre 2020, il annonce sa candidature pour retrouver son ancien poste de maire de Cleveland lors de l'élection municipale de 2021. Il termine troisième de la primaire du 14 septembre 2021 et échoue à se qualifier pour le second tour.
En mai 2023, il devient directeur de campagne de Robert Francis Kennedy Jr.. Il quitte ce rôle après que Kennedy ait annoncé se présenter comme indépendant plutôt que comme démocrate.
Il est de nouveau candidat pour la Chambre des représentants lors des élections de 2024, cette fois-ci comme indépendant, dans le 7e district de l'Ohio. Il ne remporte que 12,8 % des suffrages et termine troisième de l'élection générale du 8 novembre remportée par le républicain sortant Max Miller.

#### Campagne présidentielle de 2008
Il annonce  sa candidature à l’investiture démocrate pour la présidentielle de 2008 en décembre 2006.
Richard Stallman avait appelé à voter pour lui mais les médias ne retiennent de sa campagne qu’une déclaration sur les OVNI. Le 30 octobre 2007 à Philadelphie, il confirme au journaliste de NBC, Tim Russert, les propos qui lui sont attribués dans un livre par son amie Shirley MacLaine, selon laquelle Dennis Kucinich aurait été témoin de la présence d'un OVNI au-dessus de sa propriété dans l’État de Washington. Kucinich confirma avoir vu un objet volant et qu'il était non identifié, répliquant également qu'il y avait plus de gens dans le pays à avoir vu des objets de ce genre que de gens qui approuvaient la présidence de George W. Bush .
Lors des premiers scrutins, Kucinich ne dépasse pas 1 % des suffrages. Dès la troisième primaire démocrate, les médias se concentrent sur les trois candidats principaux, la plupart des autres s'étant retirés ou rejoint un candidat. Kucinich, qui n'a pas abandonné, porte ainsi plainte contre une chaîne de télévision qui ne l'avait pas invité. La Cour suprême du Nevada donne finalement raison à MSNBC, libre d'inviter qui elle veut.
Le 24 janvier 2008, il annonce au journal Cleveland Plain-Dealer le retrait de sa candidature à l'élection présidentielle de 2008.

### Opinions et vie familiale

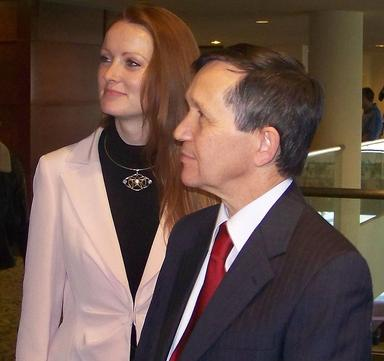
Elizabeth et Dennis Kucinich.

Membre de l'aile gauche du Parti démocrate, Dennis Kucinich fut le seul candidat démocrate à l'investiture présidentielle de 2008 à avoir explicitement voté contre la guerre d'Irak, également rejetée ultérieurement par Barack Obama (qui n'était pas sénateur à l'époque). L'une de ses propositions phares au Congrès a été la création d'un « ministère de la Paix ».
En 2006, il a déposé une proposition de loi sur la destruction des arsenaux nucléaires. En 2007, il a déposé une résolution proposant la mise en accusation (impeachment) du vice-président Dick Cheney.
De religion catholique, il est également opposé à la peine de mort, en faveur d'un système de santé universel, contre le USA PATRIOT Act. Il souhaite que les États-Unis ratifient le protocole de Kyoto. Il souhaite également la légalisation des mariages homosexuels. Végétalien, il critique l'élevage intensif et souhaite encourager l'élevage familial. En ce qui concerne l'avortement, Kucinich soutient le droit à l'avortement tout en se déclarant personnellement contre cette pratique.
Il rencontre en 2005 Elizabeth Harper, jeune femme de 31 ans sa cadette, qui devient sa troisième épouse.